# Hans-Georg Jörger
Hans-Georg Jörger (ur. 26 listopada 1903, zm. po 1941) – niemiecki szermierz, brązowy medalista igrzysk olimpijskich.
Na igrzyskach olimpijskich w Berlinie w 1936 roku reprezentacja III Rzeszy w składzie: Hans-Georg Jörger, Julius Eisenecker, August Heim, Erwin Casmir, Richard Wahl i Hans Esser zajęła trzecie miejsce w szabli drużynowej. Indywidualnie nie startował. Był to jego jedyny występ olimpijski.
Nie zdobył medalu mistrzostw świata. Wraz z kolegami z klubu HC Hermannia Frankfurt zdobywał mistrzostwo kraju w szabli drużynowej w latach 1926–1929, 1931–1932, 1934 i 1937–1938.
Jego córka, Hannelore Weichert, była szachistką.